# История любви (фильм, 2002)
«История любви» (фр. Décalage horaire, дословно — «Неувязка в расписании») — фильм 2002 года. Второй фильм режиссёра Даниэль Томпсон.

## Сюжет
В сутолоке аэропорта сталкиваются серьёзный, молчаливый, немного мрачный кулинар Фели́кс (Жан Рено), француз, летящий из Америки, где у него собственный процветающий бизнес, и владелица салона красоты Роза (Жюльет Бинош), визажистка, обладательница блестящей профессиональной репутации и самых престижных наград в своём деле, тем не менее, очень неуверенная в себе и, вероятно, поэтому не в меру разговорчивая.
Из-за забастовки сотрудников авиакомпании все рейсы задержаны, и им ничего не остаётся, кроме как скоротать время в компании друг друга. Меньше суток, которые смогли перевернуть сразу две не слишком-то сложившихся одиноких судьбы…

## В ролях
| Актёр           | Роль                         |
| --------------- | ---------------------------- |
| Жюльет Бинош    | Роза                         |
| Жан Рено        | Феликс                       |
| Серхи Лопес     | Серджио                      |
| Скали Дельпейра | врач                         |
| Карин Белли     | работник компании Air France |
| Рауль Биллери   | отец Феликса                 |